# Corvida
Corvida jsou menším ze dvou hlavních kladů podřádu zpěvní, hlavní skupiny pěvců (druhým je klad Passerida). V původním pojetí Sibleyho a Ahlquista šlo o parafyletickou skupinu, z níž byly vyřazeny nemonofyletické skupiny, které jsou kladeny na bázi vývoje zpěvných pěvců jako parakorvidi. Podle současných výzkumů tvoří skupinu Corvida čtyři velké a čtyři malé klady.

## Taxonomie
- Corvida
  - Psophodoidea
    - Psophodidae, kosovci

  - Campephagoidea
    - Mohouidae, pištci
    - housenčíkovití (Campephagidae)

  - Oreoicoidea
    - Oreoicidae, pištci

  - Pachycephaloidea
    - pištcovití (Pachycephalidae)
    - žluvovití (Oriolidae)
    - zelenáčkovití (Vireonidae)

  - Neosittoidea
    - brhlíčkovití (Neosittidae)

  - Malaconotoidea
    - lasoletovití (Artamidae)
    - pestrohlávkovití (Pityriaseidae)
    - Rhagologus, pištec
    - jorovití (Aegithinidae)
    - lesknáčkovití (Platysteiridae)
    - vangovití (Vangidae)
    - čagrovití (Malaconotidae)

  - Corvoidea
    - drongovití (Dicruridae)
    - Platylophus, "sojka"
    - pávíkovití (Rhipiduridae)
    - popeláčovití (Corcoracidae)
    - Melampitta, rajkovec
    - rajkovití (Paradisaeidae)
    - lejskovcovití (Monarchidae)
    - ťuhýkovití (Laniidae)
    - krkavcovití (Corvidae)